# Mnemosynefjäril
Mnemosynefjäril eller Liten apollofjäril, (Parnassius mnemosyne) är en dagfjäril av familjen riddarfjärilar, underfamiljen apollofjärilar. Den är uppkallad efter den grekiska gudinnan Mnemosyne. 
Mnemosynefjärilen har ett vingspann på 55–68 mm. Vingarna är vita med svarta markeringar. Äggen är vita och klotformiga. De svarta larverna lever på olika arter av nunneörter. Arten lever huvudsakligen i betesmarker.
Mnemosynefjärilen är i Sverige sällsynt och utrotningshotad, men finns bland annat i Medelpad, Uppland och Blekinge. Den är fridlyst inom EU och Sverige. För att försöka rädda arten i Sverige har ett åtgärdsprogram tagits fram av Naturvårdsverket. Arten är av Sveriges Entomologiska förening utsedd till Medelpads landskapsinsekt. 
Utbredningsområdet sträcker sig från Pyrenéerna över Alperna och Karpaterna och in i Centralasien.
I delar av Finland har man planterat ut mnemosynefjäril för att försöka återskapa beståndet. I Danmark har arten dött ut. 

## Habitat och skötselbehov
I Sverige förekommer Mnemosynefjärilen i kulturlandskap. Främst har man funnit den i gräsmarker med svag eller ingen skötsel och med en mosaik av träd och buskar. Det har tidigare lett till slutsatsen att fjärilen trivs bäst i obetade gräsmarker som är halvöppna och håller på att växa igen. När populationerna fortsatte att minska i Uppland provade man att återinföra en historisk betesmetod som kan sammanfattas: inget bete under försommaren, men relativt hårt bete från slutet av juli i betesmarker med buskar och få träd. Under den betesfria perioden kan larven ostört växa och förpuppas, och fjärilen finna nektar, para sig och lägga ägg. Betesmetoden har varit vanlig tidigare annat i Mälardalen där betesmarker ofta hägnades tillsammans med åker och äng och därför inte kunde betas förrän dessa skördats. En art med så specifika krav på sin livsmiljö utgör ett biologiskt kulturarv eftersom de berättar om hur människan har nyttjat marker tidigare.

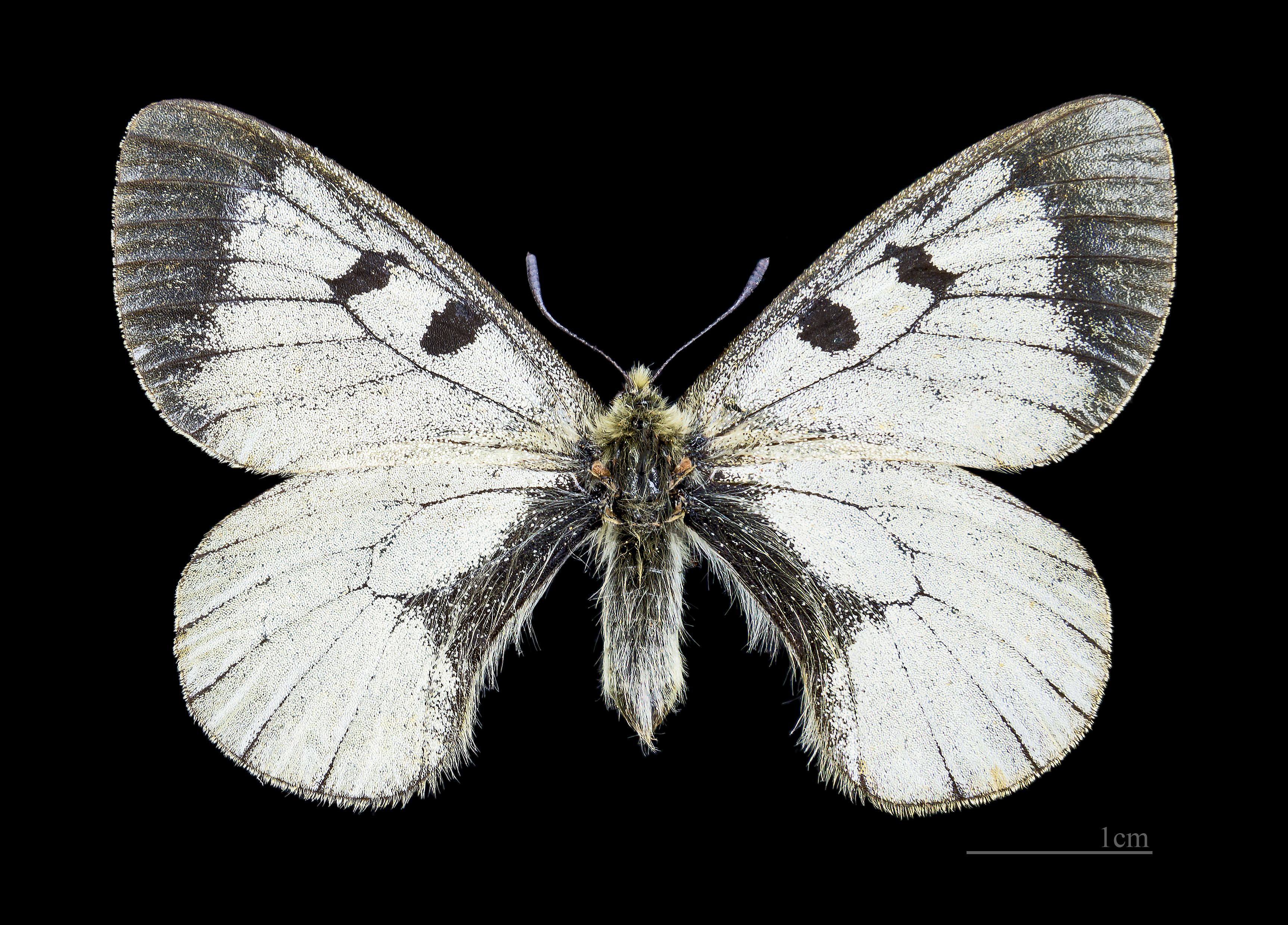
♂
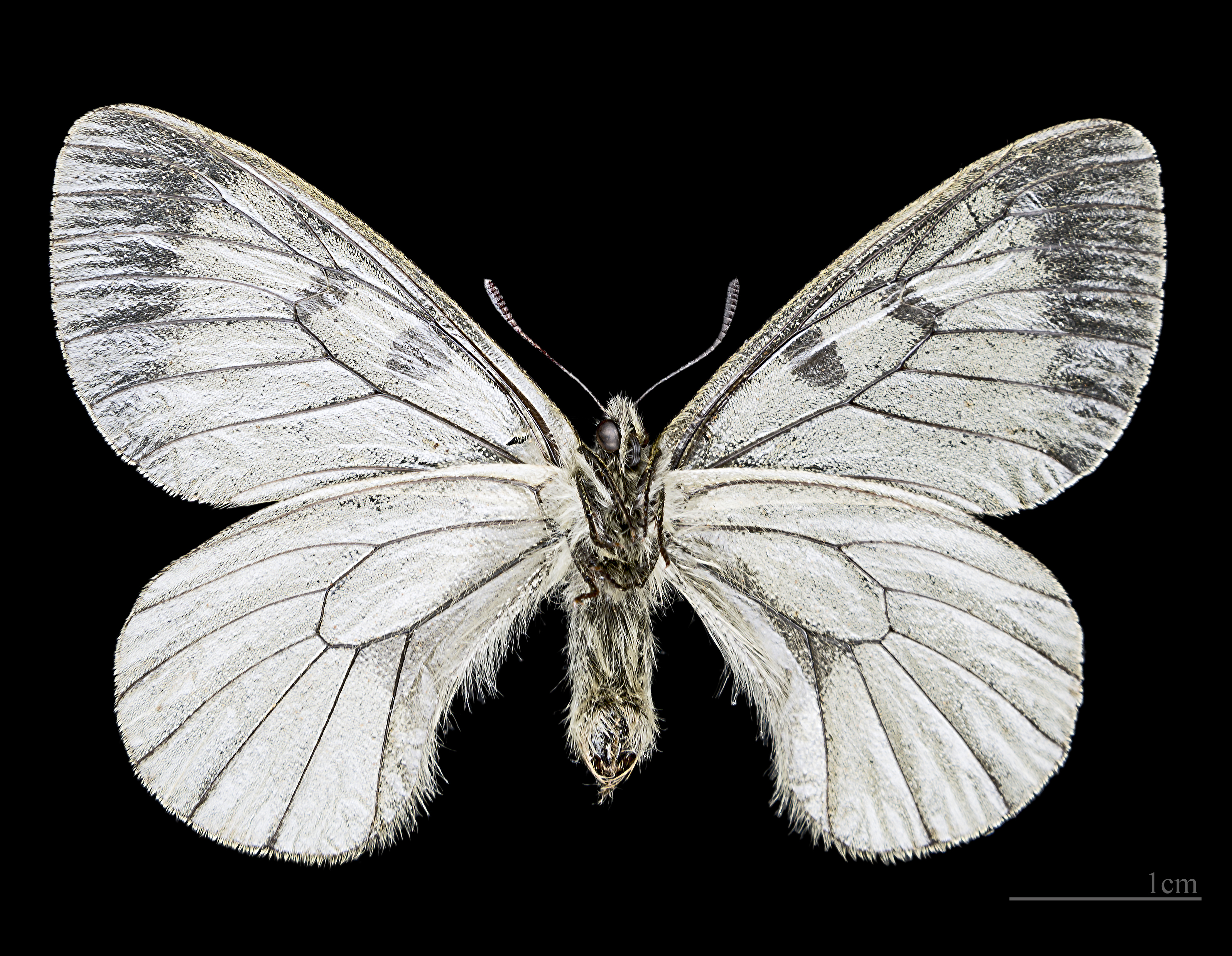
♂ △.
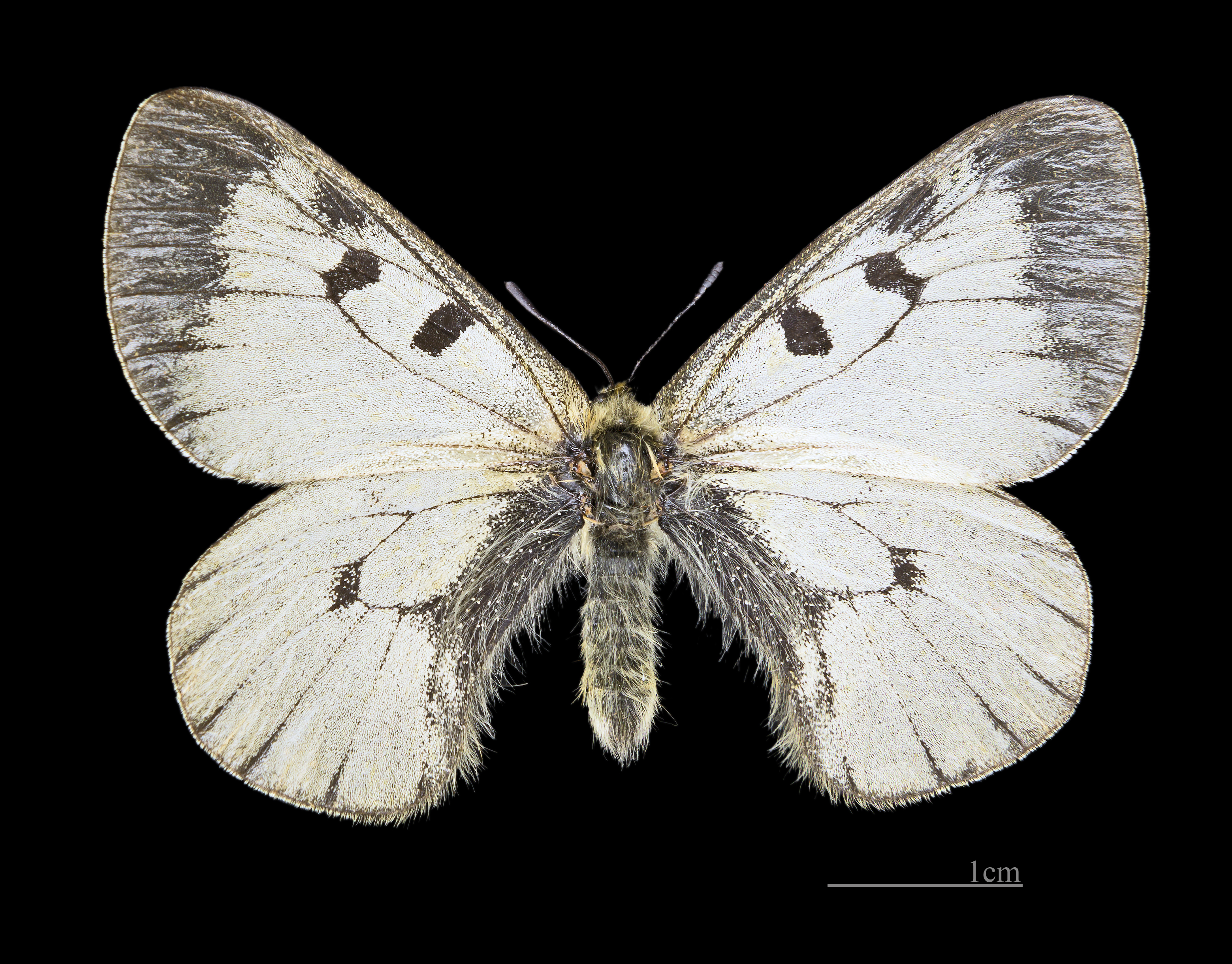
♀
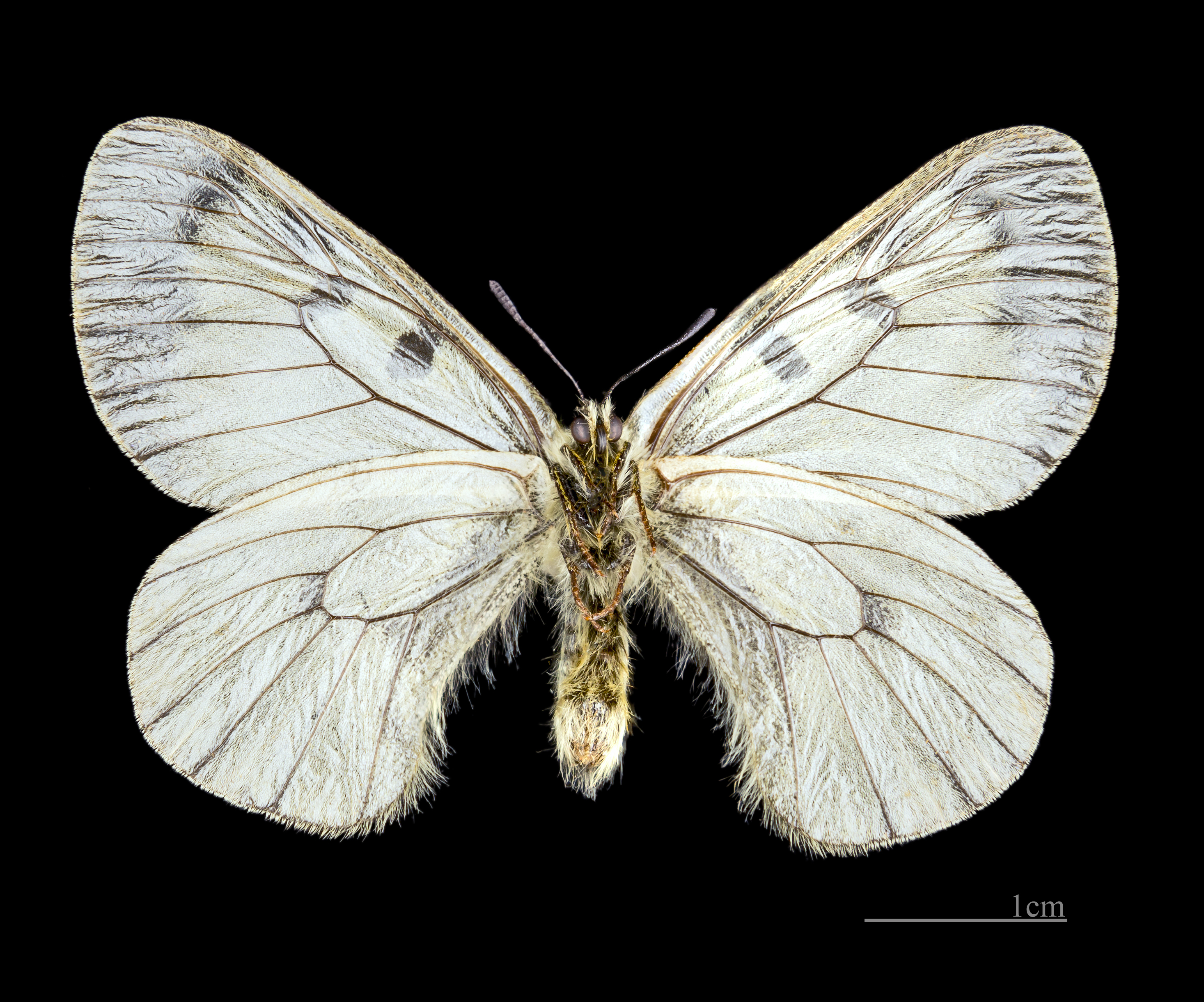
♀ △.